# Boros László (teológus)
Boros László (Budapest, 1927. október 2. – Zürich, 1981. december 8.) magyar jezsuita szerzetes, teológus.

## Életpályája
1947-ben érettségizett a kalocsai jezsuita gimnáziumban. 1947-ben belépett a jezsuita rendbe. Tanulmányait Szegeden (1947–1949) – a Jézustársasági Bölcseleti és Hittudományi Főiskolán –, majd Innsbruckban és Münchenben végezte el (1949–1954). 1954-ben Münchenben szerzett teológiai doktorátust. 1957-ben pappá szentelték Enghienben. 1958–1959 között az angliai St. Beunóban töltötte harmadik próbaévét. 1959–1974 között Zürichben élt. 1959–1974 között az Orientierung című folyóirat szerkesztője, 1962–1965 között főszerkesztője volt. 1964–1972 között az innsbrucki egyetem magántanára, 1972–1981 között nyilvános rendes tanára volt. 1973-ban kilépett a jezsuita rendből. 1977-ben torokrákot kapott.
A Katolikus Szemle és a Szolgálat című lapokban jelentek meg cikkei.

## Művei
- Mysterium mortis. Der Mensch in der letzten Entscheidung. (Olten–Freiburg im Breisgau, 1962; 5. kiadás: 1966)
- Der anwesende Gott. Wege zu einer existentiellen Begegnung. (Olten–Freiburg im Breisgau, 1964; angolul: London, 1967; olaszul: Brescia, 1968; magyarul: A köztünk élő Isten. Az egzisztenciális találkozás útjai. fordította: Engelmann Gabriella. Eisenstadt, 1970)
- Erlöstes Dasein. Theologische Betrachtungen. (1–3. kiadás: Mainz, 1965; új kiadás: 1972; angolul: London, 1969)
- Gott, Welt, Bruder. Grundströmungen des heutigen Denkens (Freising, 1967; olaszul: Brescia, 1970; franciául: Paris, 1971)
- In der Versuchung. Meditationen über den Weg zur Vollendung (Olten–Freiburg im Breisgau, 1967–1968; olaszul: Brescia, 1969)
- Wahrhaftigkeit und Liebe. Meditationen (Freising, 1967)
- Im Menschen Gott begegnen. (Mainz, 1967; 3. kiadás: 1968; 4. kiadás: 1972; franciául: Tournai, 1971; olaszul: Brescia, 1971; magyarul: Az emberben felénk hajló Isten. Fordította: Sánta Máté. Eisenstadt, 1973)
- Aus der Hoffnung leben. Zukunftserwartung in christlichen Dasein (Olten–Freiburg im Breisgau, 1968; magyarul: A reményből élünk. A keresztény ember jövője. Eisenstadt, 1969; Würzburg, 1971)
- Der gute Mensch und sein Gott (Olten–Freiburg im Breisgau, 1971; olaszul: Brescia, 1972)
- Der nahe Gott (Mainz, 1971; olaszul: Brescia, 1972; spanyolul: Salamanca, 1974)
- Weihnachts Meditationen (Olten–Freiburg im Breisgau, 1972)
- Gedanken über das christliche Beten (Frankfurt am Main, 1973; spanyolul: Salamanca, 1976)
- Phasen des Lebens. Wachstum, Krisen, Entfaltung, und Vollendung des Menschen (Olten–Freiburg im Breisgau, 1975)
- Geborgene Existenz. Christliches Leben als Hoffnung (Freiburg–Basel–Wien, 1975)
- Im Leben Gott erfahren (Olten–Freiburg im Breisgau, 1976)
- Täglich aus dem Glauben leben. 365 Texten zum Nachdenken und Beten (Mainz, 1977)
- Offenheit des Geistes. Begegnungen (Olten–Freiburg im Breisgau, 1977)
- Das Buch von unserem Herrn Jesus. Reidel, Marlenevel (Düsseldorf, 1977)
- Befreiung zum Leben. Die Exerzitien des Ignatius von Loyola als Wegweisung für heute (Freiburg im Breisgau–Basel–Wien, 1977)
- Glaube und Unglaube. Vom ungläubigen Glauben. Fünfzehn Thesen (Olten–Freiburg im Breisgau, 1978)
- Heute Christ sein. Über die christliche Gesinnung und die Liebe zur Welt (Freiburg im Breisgau–Basel–Wien, 1978; spanyolul: Barcelona, 1984)
- Gottesbild und Glaube (Meihügen–Freising, 1979)
- Sinn der Weihnacht. Eine Betrachtung (Zürich, 1979)
- Megváltott lét. Szerkesztette: Lukács László, fordította: Ambrus Gizella. (XX. századi keresztény gondolkodók. 3. Budapest, 1993)
- A halál misztériuma. Az ember a végső döntés helyzetében. Szerkesztette: Lukács László, fordította: Gáspár Csaba László. Az előszót Fila Béla írta. (XX. századi keresztény gondolkodók. 12. Budapest, 1998)